# Vluchtheuvel
Een vluchtheuvel is een heuvel die kan dienen om bij een overstroming een veilige plek te vinden. Het kan een kunstmatige of natuurlijke heuvel zijn. Een terp is een kunstmatige heuvel die bebouwd is.
Vluchtheuvels bevinden zich in de weg via het wad naar het eiland Noirmoutier. Reizigers die op weg naar het eiland door de vloed worden verrast, kunnen op zo'n heuvel wachten tot het water weer daalt.

## Figuurlijk
Het woord vluchtheuvel kan ook in figuurlijke zin worden gebruikt en is dan synoniem met schuilplaats. Veel kerken en geloofsgemeenschappen dragen de naam Vluchtheuvel, zoals de kerk in Zetten, die inderdaad op een heuvel staat. Hendrik Pierson schreef hier het bekende liedboek Vluchtheuvelzangen.

## Verkeer

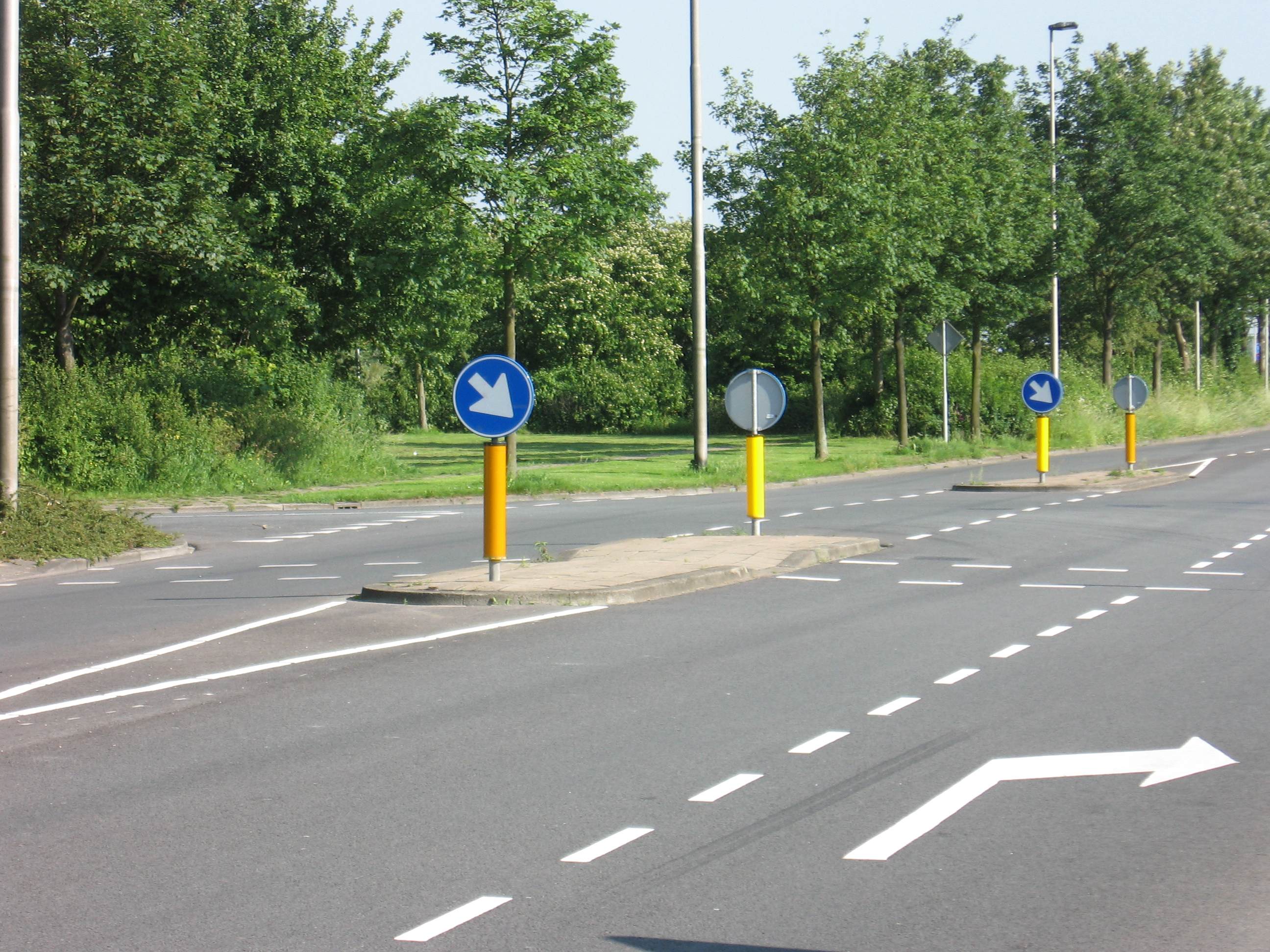
Vluchtheuvel met verlaagd gedeelte en verkeerszuilen

In het wegverkeer is een vluchtheuvel een verhoogd weggedeelte waar voetgangers tijdens het oversteken tijdelijk veilig kunnen wachten (vluchten) alvorens de oversteek te vervolgen. Hierdoor kan een oversteek van een drukke verkeersweg in twee etappes worden gedaan, wat de verkeersveiligheid ten goede komt. 
Op een vluchtheuvel staan vaak verkeerszuilen om de vluchtheuvel duidelijk aan te geven. Op zo'n verkeerszuil geeft een verkeersbord aan aan welke kant het verkeer mag passeren. 
Soms staat er een slingerhek op de vluchtheuvel. Dit dwingt de voetgangers even te wachten. Dit slingerhek wordt steeds zo geplaatst dat de voetgangers in de richting van het aankomende rijverkeer lopen, met de bedoeling dat zij dat verkeer zien aankomen; dus in een land waar rechts wordt gereden, maken de voetgangers in het slingerhek eerst een bocht naar rechts en dan naar links.
Een vluchtheuvel kan gedeeltelijk verlaagd zijn. De overstekende voetgangers lopen door het verlaagde deel, wat vooral voor kinderwagens en rolstoelen plezierig is.
Een tramspoor bevindt zich vaak midden op een drukke weg. Het is dan meestal niet mogelijk dat de tram tegen het trottoir stopt. Er wordt dan ook vaak (maar lang niet altijd) een vluchtheuvel aangelegd voor de tramhalte. Is er geen vluchtheuvel, dan moeten de in- en uitstappende passagiers direct de weg oversteken, waardoor een gevaarlijke verkeerssituatie ontstaat.
Een vluchtheuvel is slechts enkele meters of tientallen meters lang. Dat is een verschil tussen een vluchtheuvel en een middenberm in een weg met gescheiden rijbanen. De laatste dient voornamelijk om verkeersstromen te scheiden, dus niet voor overstekende voetgangers. Men ziet echter vaak vluchtheuvels, bijvoorbeeld als een fietspad op een hoofdweg uitkomt, die eerder als middenberm zijn bedoeld.